# Festung Sasso da Pigna

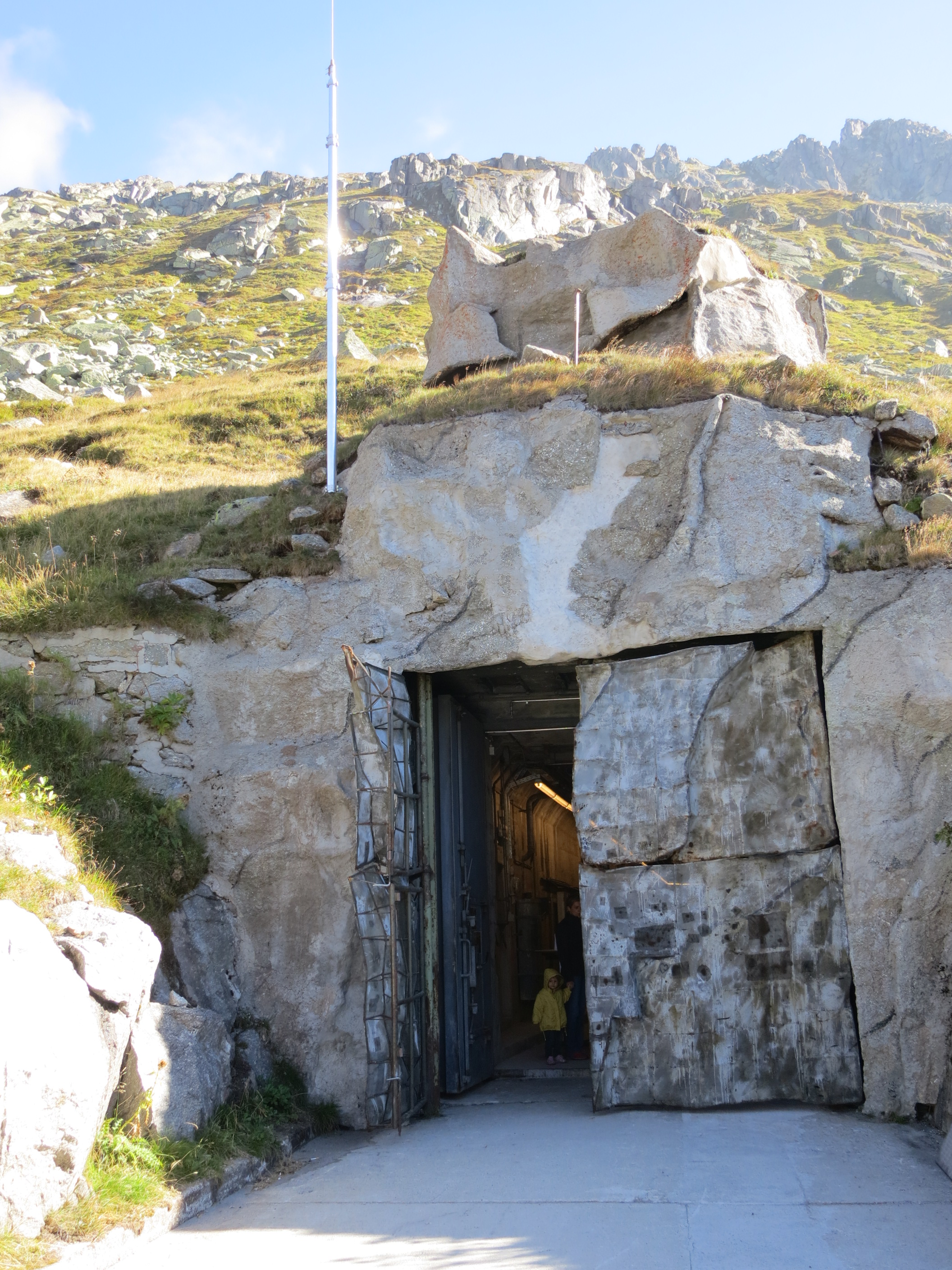
Haupteingang zur Anlage Sasso da Pigna und zur Ausstellung Sasso San Gottardo. Der Eingangsbereich kann mit einem Lastwagen Saurer 2DM befahren werden.

Die Festung Sasso da Pigna (A 8385) ist ein Schweizer Artilleriewerk auf dem Gotthardpass im Gemeindegebiet von Airolo im Kanton Tessin. Das 1943 erstellte Werk wurde 1998 als Kampfanlage aufgehoben und 2012 als Museum Sasso San Gottardo eröffnet.

## Museum Sasso San Gottardo: Ausstellungen und historische Festung
Am 25. August 2012 wurde in der einst streng geheimen Festung Sasso da Pigna das Museum Sasso San Gottardo eröffnet. Der Name stammt von der Felsterrasse Sasso di San Gottardo. 2019, nach der siebten vollen Saison, hatte das Museum über 200.000 Besucher.
Tief im Innern des Berges verbergen sich die kilometerlangen Stollen und Kavernen der Gotthardfestung. Es gibt zwei Sektoren in der unterirdischen Anlage: Ausstellungen und historische Festung.

### Sektor Ausstellungen
- «Caverna Grande»
- «Mythos Gotthard»
- «Goethe am Gotthard»
- «Wunderkammer»
- Energiekaverne der ehemaligen Festung[4]

#### Bildmaschine «Reduit» (bis 2022)
Es handelt sich um die grösste jemals von Tullio Zanovello erbaute Bildmaschine. Während der rund dreissigminütigen Performance der Bildmaschine erzählen sich bewegende Gemälde von den alten Sagen und Mythen des Gotthards. Der multitalentierte Kunstmaler aus Zürich hat nicht nur die zahllosen Bilder gemalt und die grosse Statue der Helvetia gebaut, sondern die Maschine auch selbst konstruiert, die Musik dazu komponiert und den Chortext geschrieben.

#### Riesenkristalle (bis 2022) / «Wunderkammer»
1,5 Tonnen reine, bis meterhohe Bergkristalle, gefunden 2008 von Franz von Arx und Elio Müller, wurden gezeigt. In der «Wunderkammer» wird gezeigt, wie in der Schweiz auch heute noch Schmuck mit Quarzkristallen aus den Bergkantonen hergestellt wird. Diese Ausstellung hat Sasso San Gottardo gemeinsam mit dem Schweizer Label ELVETIA – Schmuck und dem Urner Berufsstrahler Elio Müller realisiert.

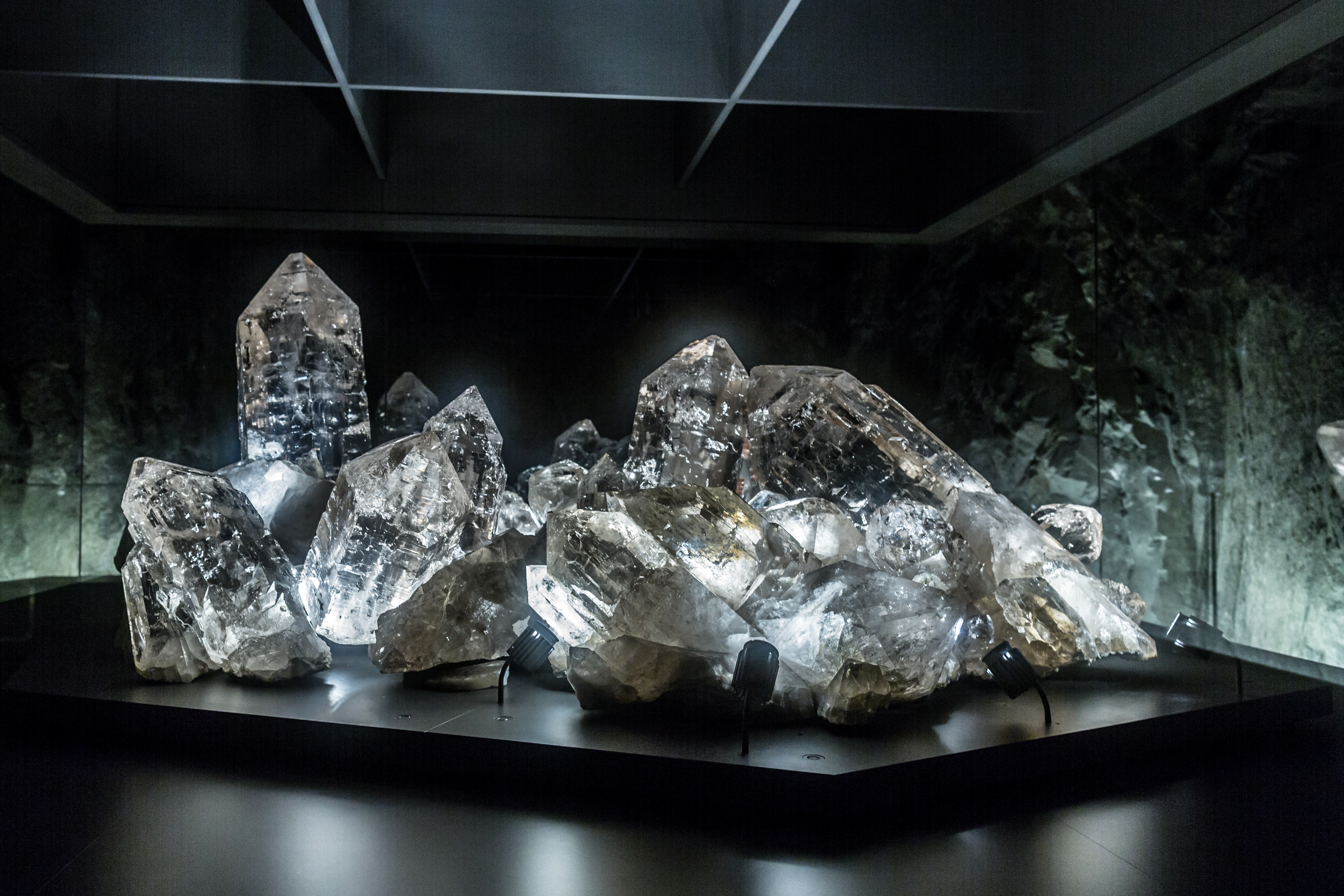
Riesenkristalle

#### «Mythos Gotthard»
In einem Ausstellungsraum werden die verschiedenen Phasen des «Mythos Gotthard» gezeigt: Von der Namensgebung über Goethes Gotthardmythos und damit verbunden mit der Tell-Sage bis zum Reduit von General Guisan, dessen Kernstück die Gotthardfestung war.

#### Goethe am Gotthard
Schweizweit erstmals wurde im Sommer 2022 eine neue Dauerausstellung über Goethes Gotthardreisen eingerichtet.

#### Energiekaverne
Im Sektor Ausstellungen befindet sich die Energiekaverne noch im Originalzustand. Hier wird gezeigt, wie mit Dieselgeneratoren Strom für den Eigenbedarf der Festung produziert wurde.

#### «Metro del Sasso»
Durch einen langen Verbindungsstollen führt der grosse Rundgang weiter zur Metro del Sasso. Der Schrägaufzug wurde 2012 für den Museumsbetrieb eingerichtet. Ursprünglich fuhr auf den Geleisen nur eine Munitionstransportbühne. Die Truppe nutzte die Treppe mit 475 Stufen, um die 80 Meter Höhendifferenz zu überwinden.

## Geschichte
Die von Italien 1929 eröffnete Fahrstrasse von den Tosafällen auf den Pass San Giacomo führte in den 1930er Jahren und während der anschliessenden Weltkriegszeit zum dritten grossen Schub des Tessiner Festungsbaus. Vom San Giacomo aus hätte ein Angreifer ins Bedrettotal hinuntersteigen und die Befestigungen von Airolo in der Flanke angreifen können. Die Distanz vom San Giacomo zum Südportal des Gotthard-Eisenbahntunnels oder auch zur Gotthard-Passhöhe beträgt 14 Kilometer, was im Aktionsradius schwerer Geschütze liegt. Dass Italien diese Geschütze ohne Weiteres hätte in Stellung bringen können, bewies das um 1930 eröffnete Restaurant „Il Wagristoratore“ auf der Passhöhe, bestehend aus einem Speise- und Schlafwagen.
Die Schweiz musste schnell handeln. Die Errichtung von Infanteriesperren stellte die erste Gegenmassnahme dar. 1931 legte der Geniechef der Gotthardbesatzung ein Projekt für die Befestigung des San Giacomo vor. Ab 1935 entstand auf der Schweizer Passseite ein Infanteriewerk, das während des Zweiten Weltkrieges zu einer Sperrstelle mit 30 Einzelobjekten und einer Militärseilbahn ausgebaut wurde.
Was fehlte, waren moderne Artilleriewerke als Unterstützungswaffe für die Infanterie. Die Artilleriewerke Fort Hospiz, Forte Airolo und Festung Motto Bartola entsprachen nicht mehr dem modernen Festungsstandard und waren keine Felswerke. Neue Artilleriewerke wurden im Rahmen des Reduits gebaut. Das Werk Sasso da Pigna war nach dem Prototyp San Carlo das zweite moderne Artilleriewerk, das die Feuerunterstützung für die Infanterie liefern sollte.
Die Planung für die Festung Sasso da Pigna dauerte nur ein Jahr. Am 28. August 1941 wurde der Vertrag für den Bau abgeschlossen. Wenige Tage nach der Vertragsunterzeichnung mit den Unternehmern wurde mit dem Bau der Festung begonnen. Das Projekt sah Geschützstände mit Munitionsmagazinen am Südhang des Monte Prosa, auf der Höhe der Alpi di Sella vor. Zu Beginn waren nur zwei 10,5-cm-Bunkerkanonen vorgesehen. Es wurden noch weitere zwei 7,5-cm-Bunkerkanonen in die Planung mit einbezogen. Mit diesen 7,5-cm-Kanonen sollte die Gotthardpass-Strasse gesperrt werden. Im November 1941 wurde aber die Entscheidung gefällt, das Werk mit vier 15-cm-Bunkerkanonen zu bestücken. Lieferschwierigkeiten führten dann aber dazu, dass erst einmal vier 10,5-cm-Bunkerkanonen eingebaut wurden. Im Juli 1943 waren die ersten zwei 10,5-cm-Kanonen schussbereit. Im Oktober waren auch die zwei restlichen 10,5-cm-Kanonen schussbereit.

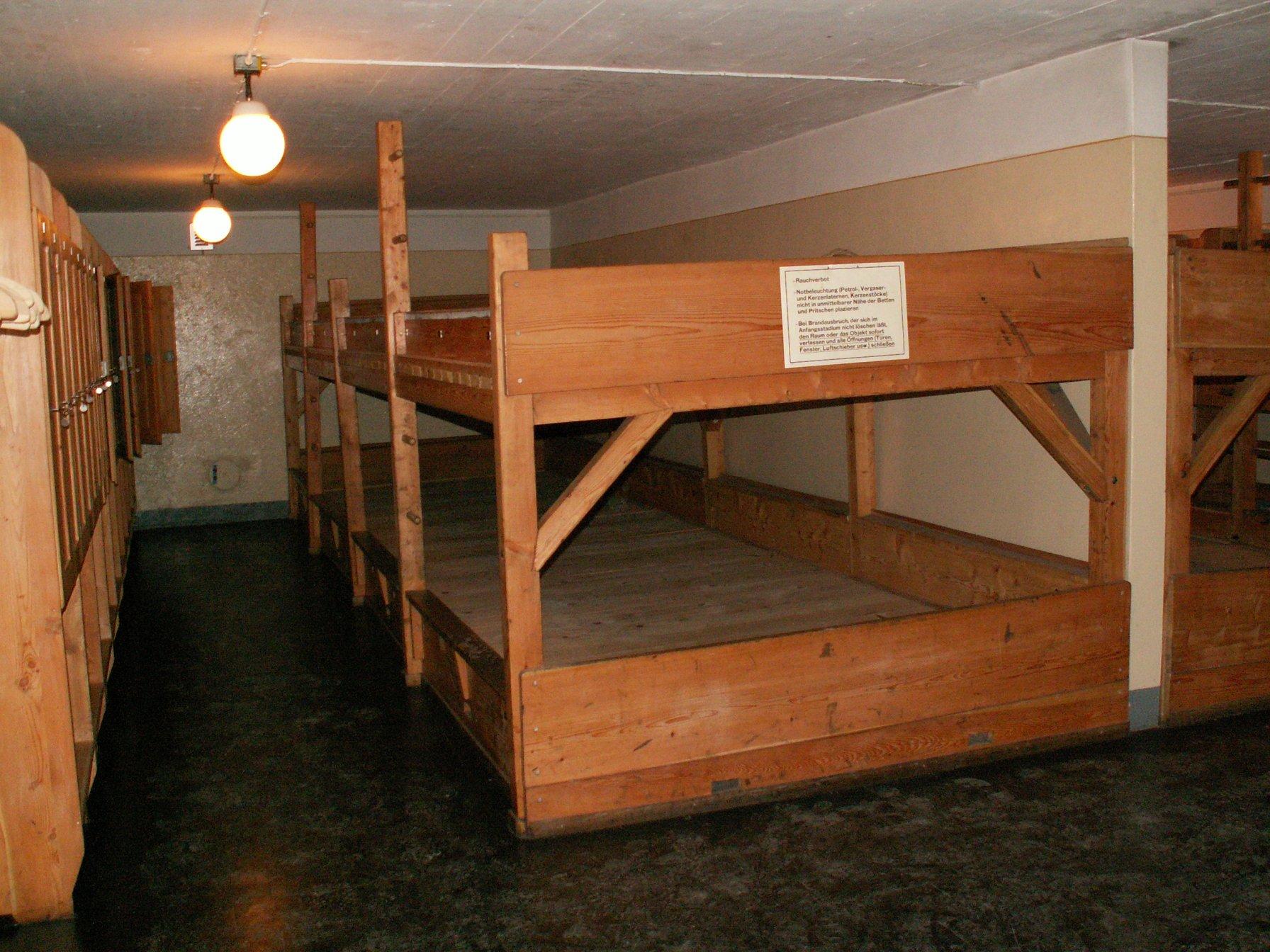
Ein Schlafraum der Mannschaft im Teil B der Anlage

Schon im Jahr 1942 wurden am Projekt erhebliche Änderungen vorgenommen. Es wurde beschlossen, dass die Unterkünfte auf der nördlichen Seite hinter dem Pass-See gebaut werden sollten. Beim Bauende bestand das Werk aus zwei deutlich getrennten Teilen. Hinter dem Haupteingang befand sich die logistische Infrastruktur wie Küche, Krankenzimmer, Unterkünfte usw. Im oberen Teil, durch einen ca. 1 km langen Stollen verbunden, wurden ein kleiner Unterkunftsteil für die Geschützmannschaft, Munitionsmagazine und natürlich die Geschütze eingebaut. Die beiden Ebenen trennten über 400 Treppenstufen voneinander. Für das Material stand ein kleiner Aufzug (Standseilbahn) zur Verfügung.
Für die Aussenverteidigung wurde zum Schutz der Scharten für die Kanonen das Infanteriewerk A 8386 Forte J südlich davon (687310 / 156389) erstellt. An dieser Stelle befand sich auch das Gros der Fliegerabwehr.

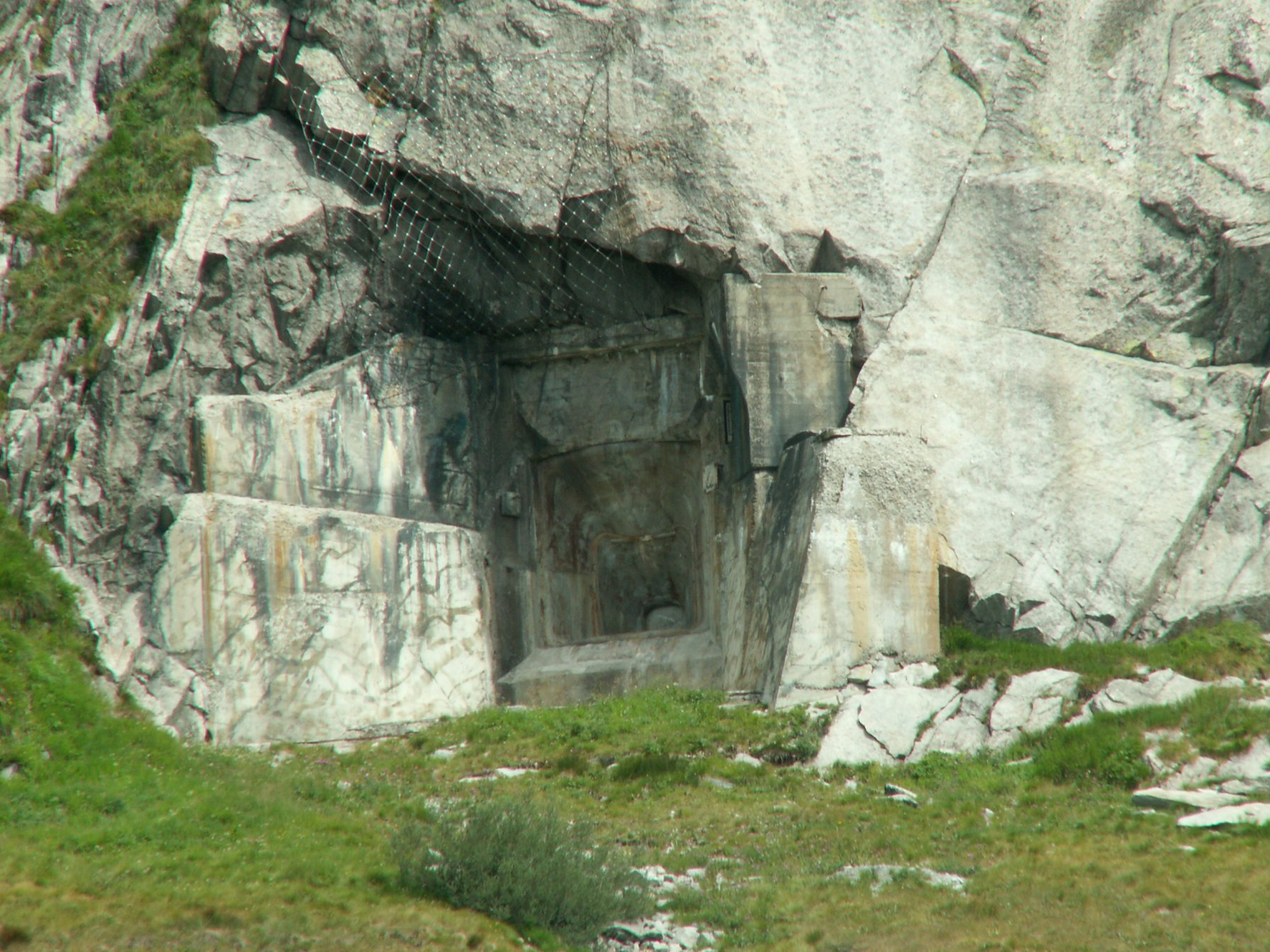
Geschützscharte einer 15-cm-Kanone

1944 wurden die 10,5-cm-Kanonen durch die schon vorher geplanten 15-cm-Kanonen ersetzt. Im September des gleichen Jahres waren die vier 15-cm-Kanonen schussbereit. Die praktische Schussweite der 15-cm-Kanonen betrug 23,5 km. Damit konnte im westlichen Sektor das Gebiet bis zu einer Linie von Ulrichen (VS) bis Formazza (Italien) erreicht werden, im östlichen Sektor dasjenige vom Scopi (Lukmanier) bis zum Pizzo Campo Tencia.
Das Bauende der Anlage war 1945. Die Kosten für das Werk beliefen sich auf rund 10 Mio. Schweizer Franken.
Mit 2,4 km Stollenlänge und über 8000 Quadratmeter Nutzfläche gehört die Anlage zu den grössten ihrer Art im Raum Gotthard.
Im Jahr 1998 wurde das Werk Sasso da Pigna ausser Dienst gestellt.

## Infrastruktur
Das Werk ist in zwei Teile gegliedert:

### Einrichtungen Teil A: Unterkunft
Haupteingang, Filterraum, Kommandotrakt, Proviantvorrat, Maschinenraum, Sanitätstrakt, Unterkunftstrakt, Verpflegungstrakt, Wasserreservoir

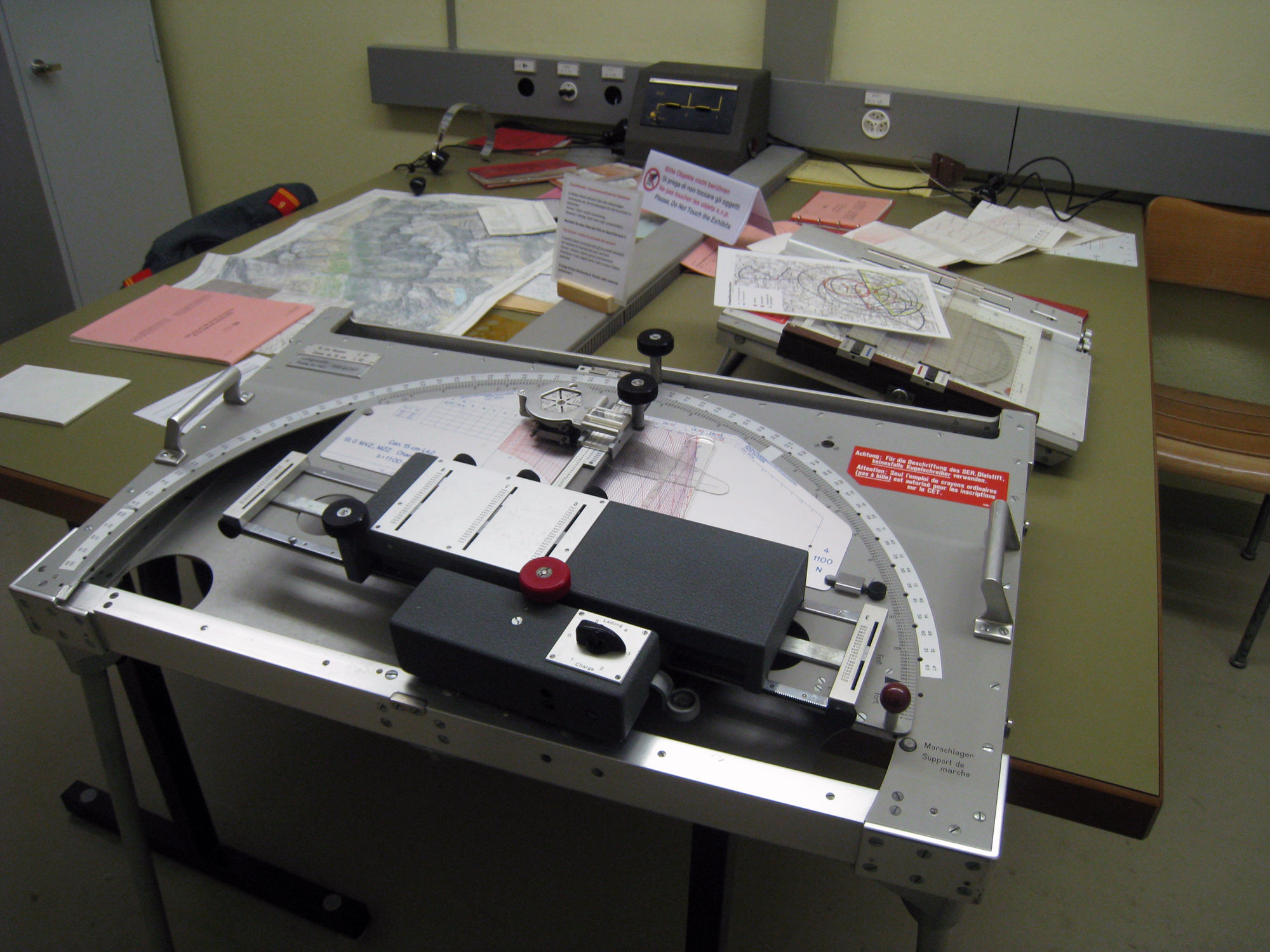
Feuerleitstelle
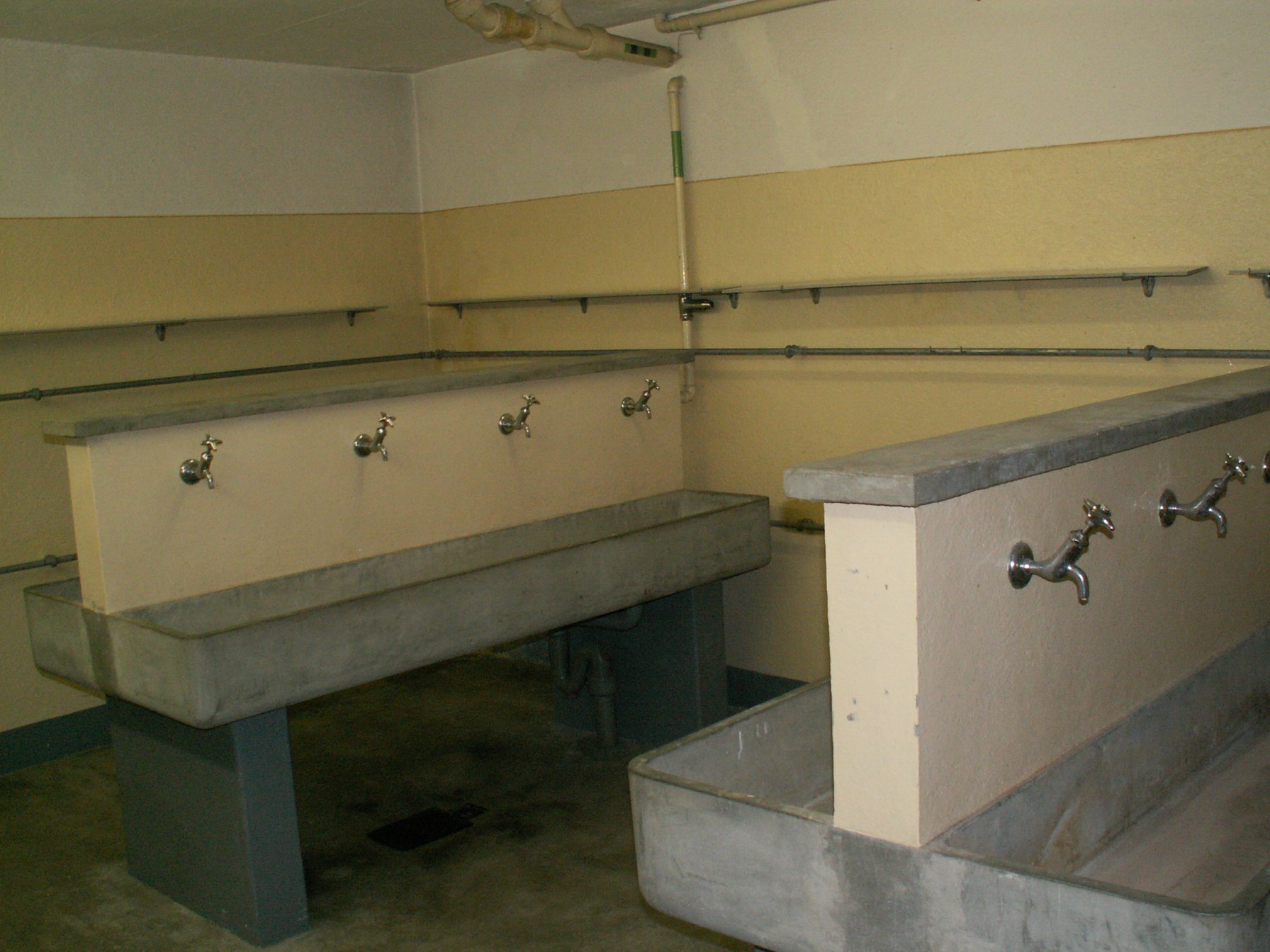
Waschraum der Mannschaft
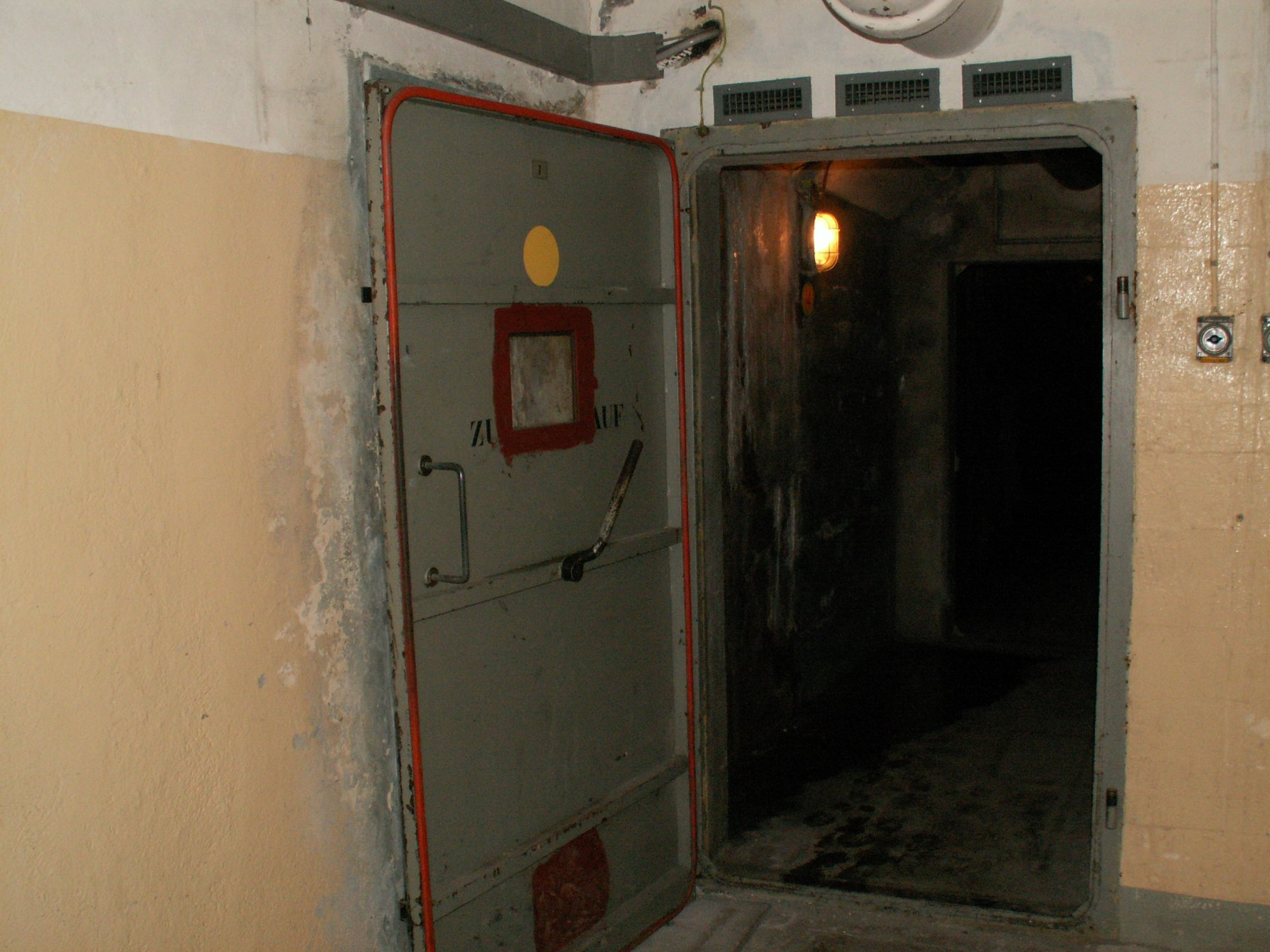
Gastür, welche den Unterkunftsteil von der übrigen Anlage trennt
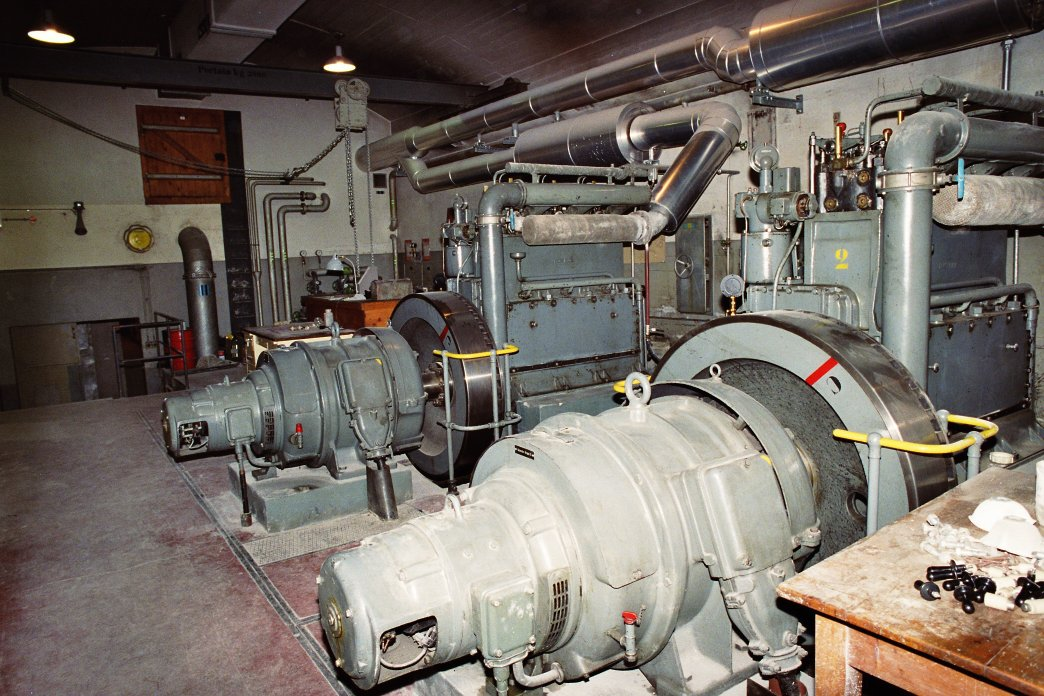
Motorenraum für die Stromerzeugung

### Einrichtungen Teil B: Kampfstand
Geschütze Ost 1 und 2 (nicht öffentlich zugänglich und mit einem zweiten Schrägaufzug erschlossen), Filterraum, Maschinengewehrstände, Munitionsmagazine, Unterkunftstrakt, Wasserquelle, Geschütze West 1 und West 2

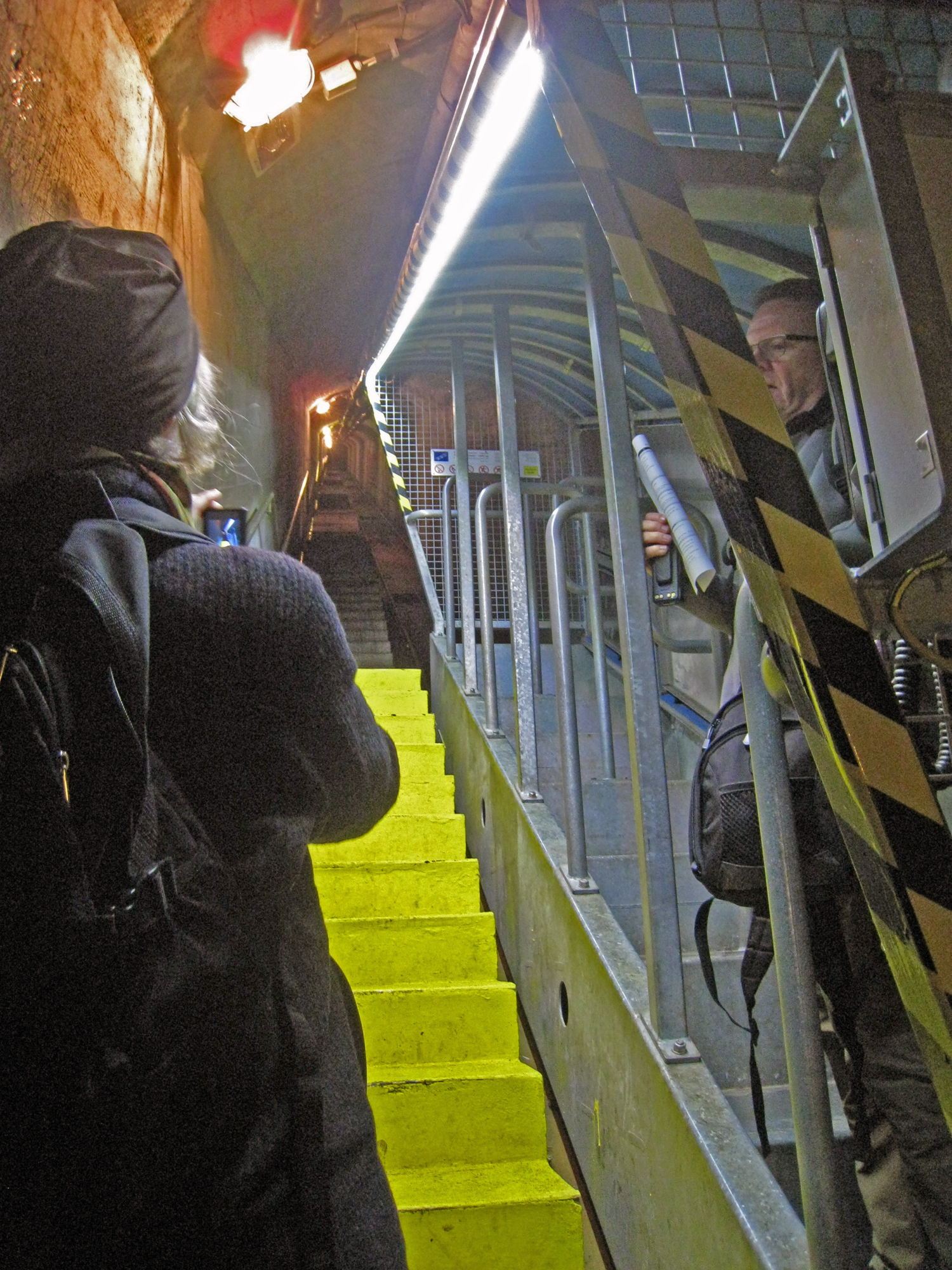
Unterirdische Standseilbahn zum Teil B
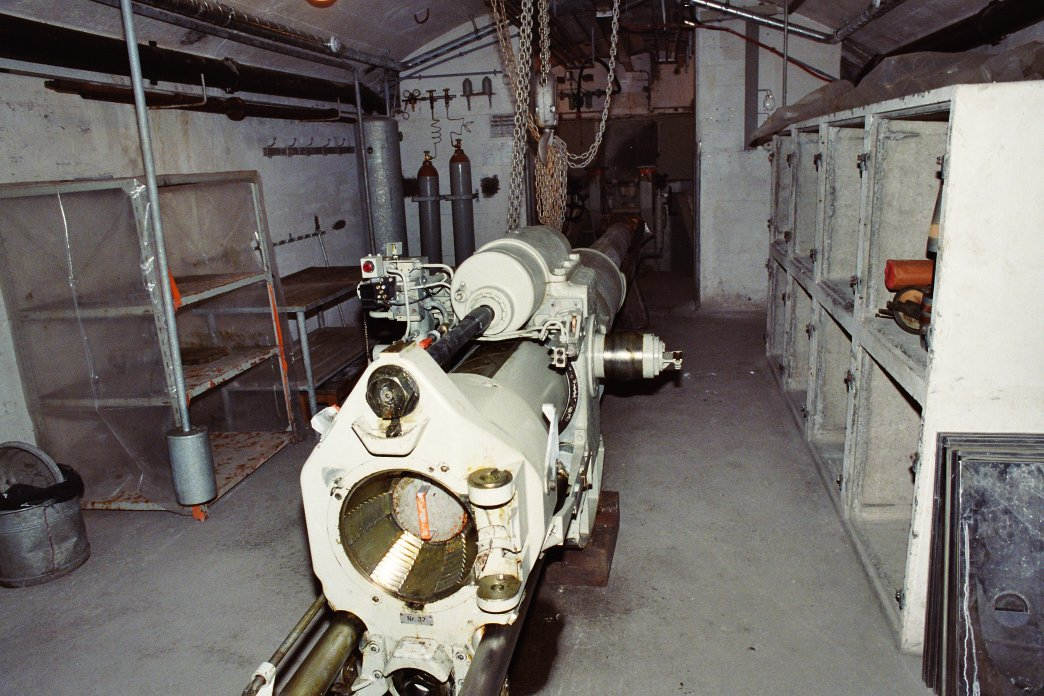
Geschützstand mit ausgebauter Kanone
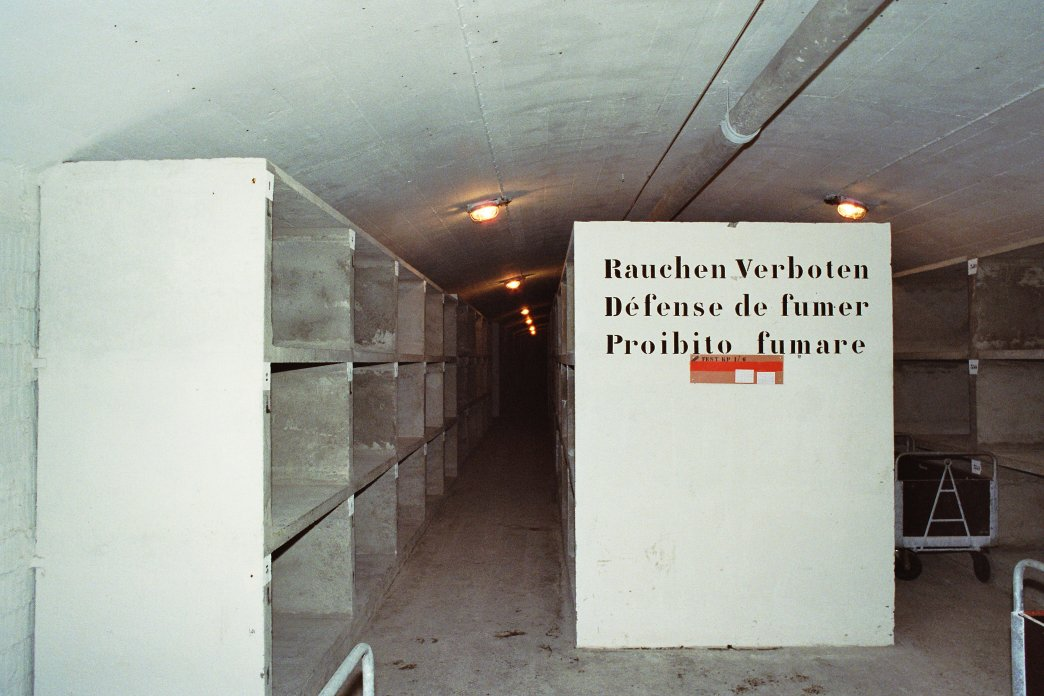
Munitionsmagazin in der Innenansicht
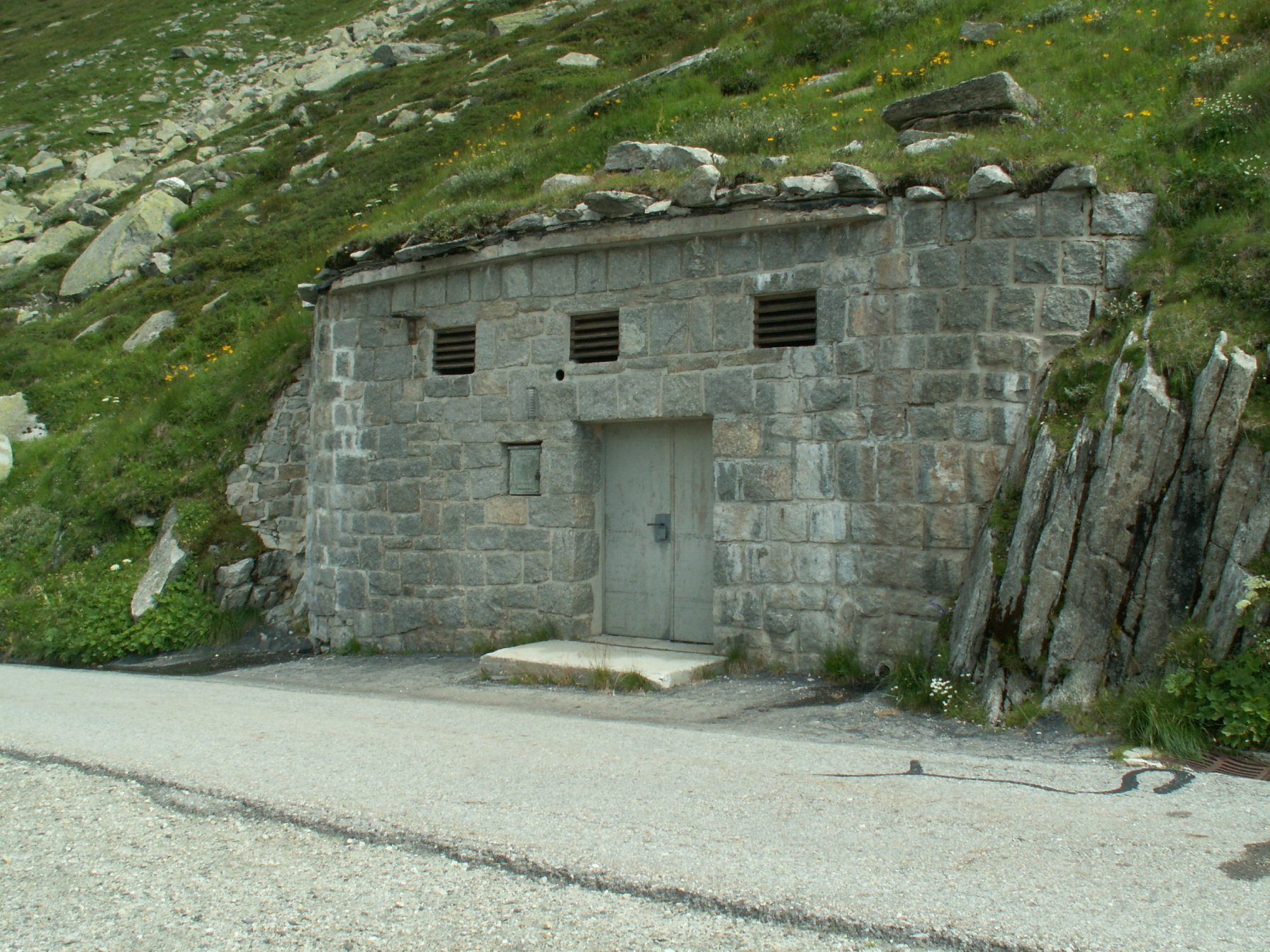
Nebeneingang Ost
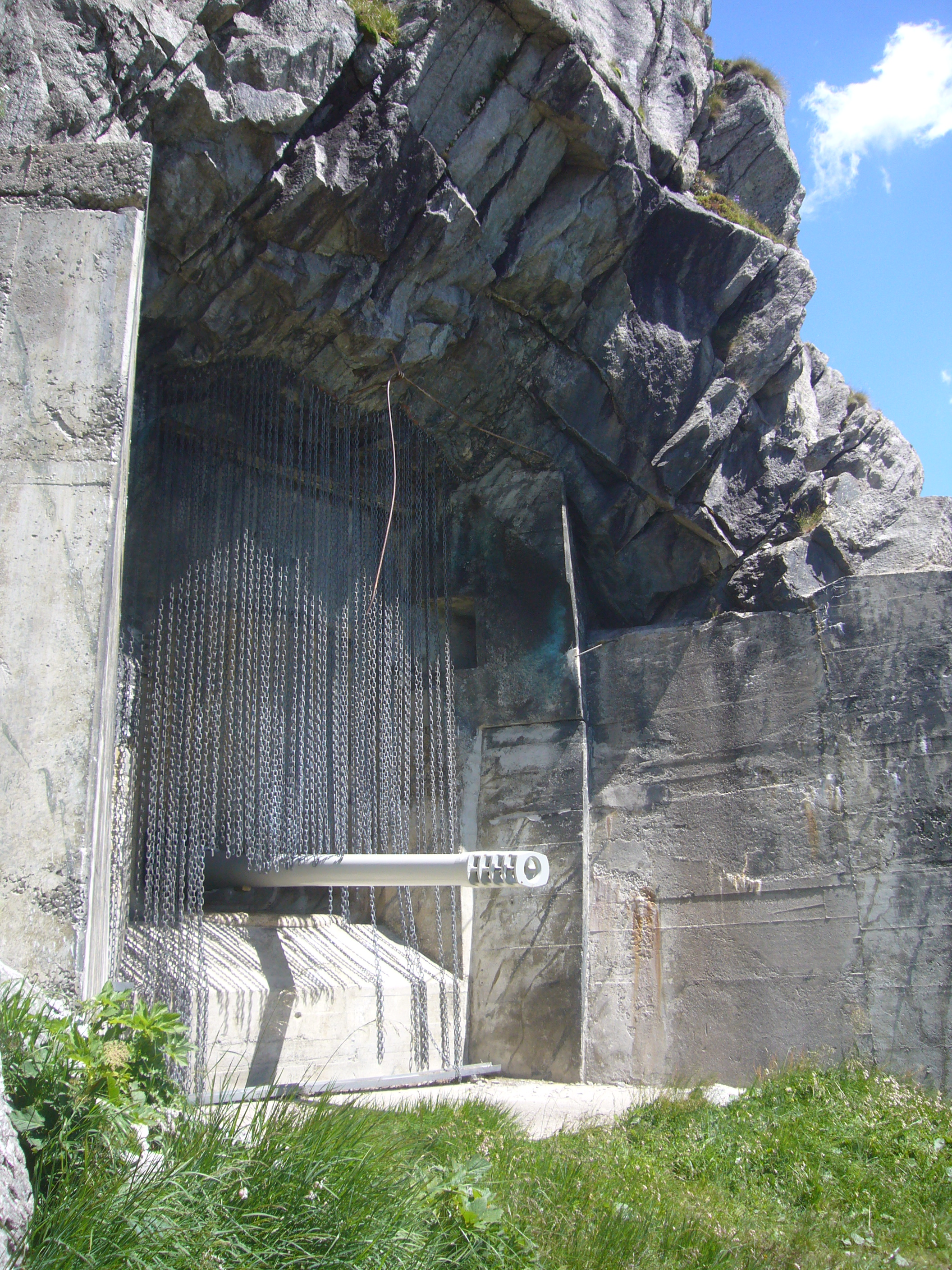
15-cm-Geschütz in Feuerstellung

### Weitere Waffen
- 12 verbunkerte Maschinengewehre
- 6 mobile Maschinengewehre
- 2 verbunkerte 8,1-cm-Festungsminenwerfer 1956/60 A 8389 Schweizer Landeskoordinaten 686150 / 157279

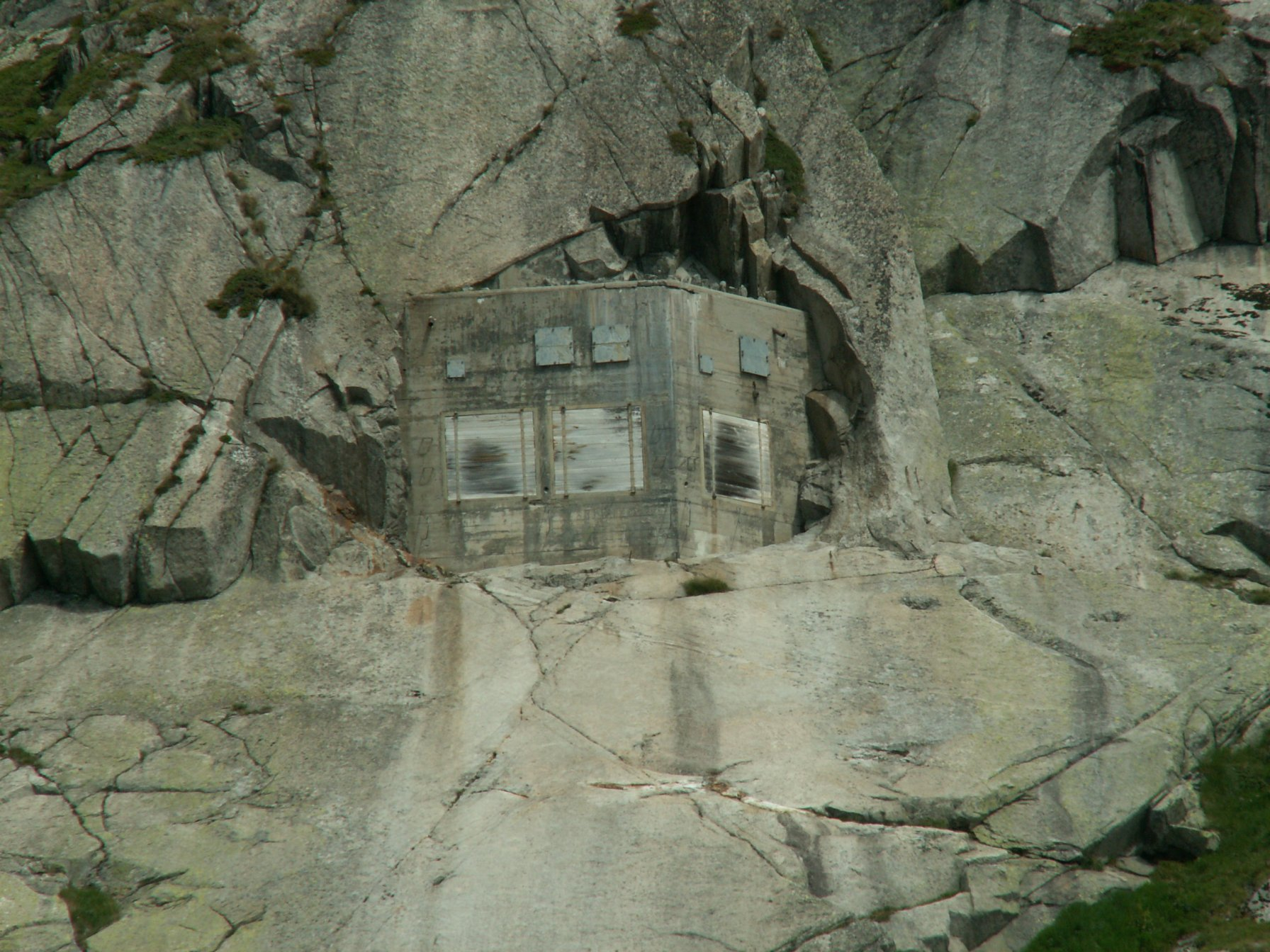
Maschinengewehrbunker
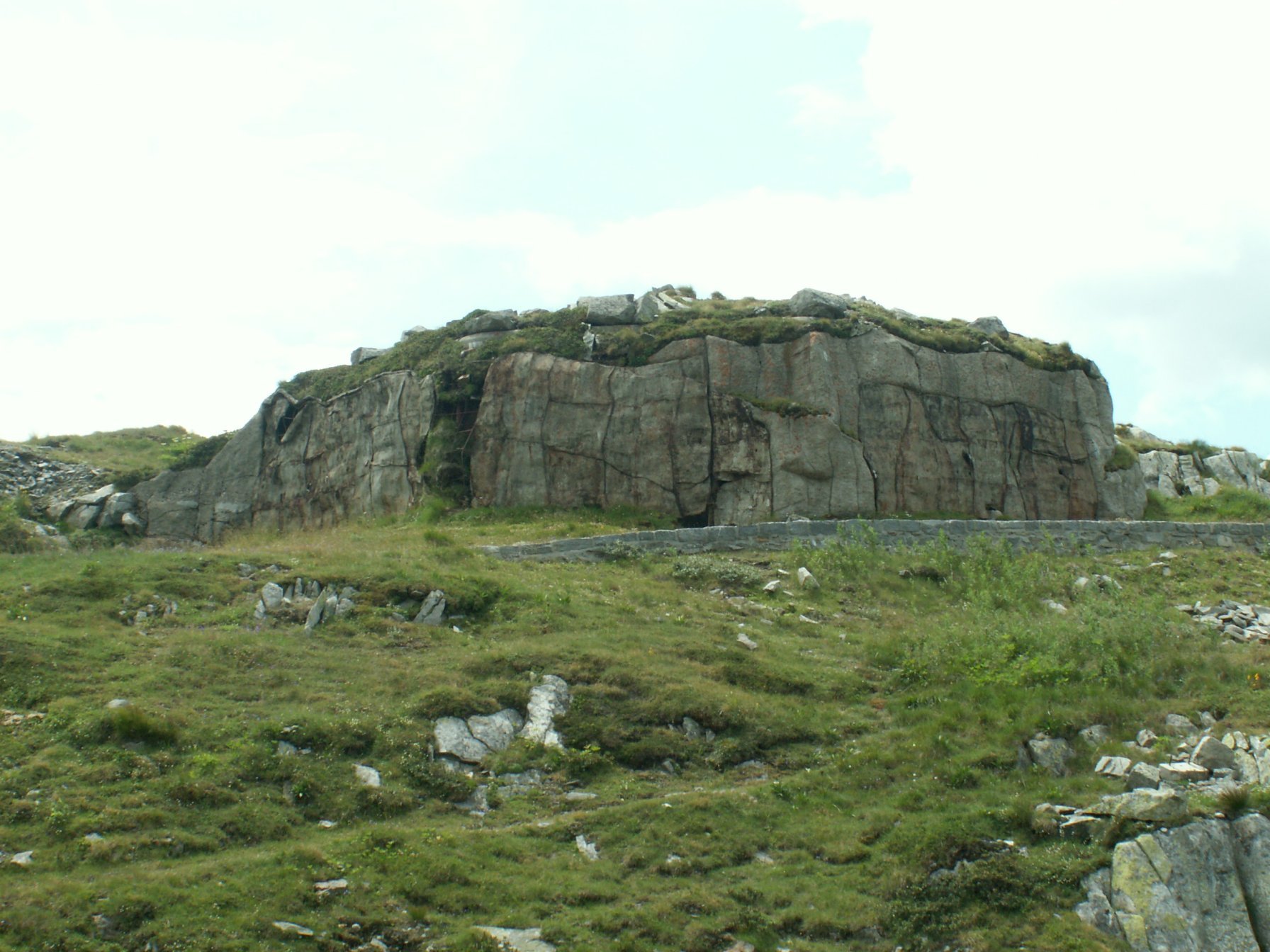
Infanteriebunker der Aussenverteidigung: Maschinengewehre flankieren die Scharten der 15-cm-Geschütze